# 积尸
积尸，即英仙座π（π Persei），是一颗位于英仙座的恒星，距离地球约362光年。
积尸是一颗蓝白色A2V型主序星，视星等为4.7。
积尸在中国星官系统中是胃宿星官积尸的唯一一颗恒星，故名，意思为陵墓（大陵）内的尸体。 在西方的传统名字为Gorgonea Secunda，意思是戈耳工（希腊神话传说中的蛇髮三姐妹之一）第二星。